# Kayah
 (août 2024).
 (août 2024).
Kayah (Katarzyna Rooijens, née Katarzyna Szczot — née le 5 novembre 1967 à Varsovie) est une chanteuse polonaise, auteur-compositeur, productrice de musique, animatrice radio et personnalité de la télévision. Elle est membre du conseil de la Fondation polonaise de la musique et Fondatrice de la maison de disques Kayax.

## Biographie
Elle a fait ses débuts dans la scène musicale polonaise en 1988 avec le single Córeczko, pour lequel elle a reçu le prix spécial du Festival de la chanson des Pays Baltes. Elle a ensuite sorti son premier album studio, simplement intitulé Kayah (1988), qui a également eu une version anglaise en 1991. Elle a acquis une reconnaissance nationale après la sortie du second album intitulé Kamień en 1995. 
Au cours des années suivantes, elle a sorti onze albums : Zebra (1997), Kayah i Bregović (1999, enregistré avec Goran Bregovic), JakaJaKayah (2000), Stereo typ (2003), The Best & The Rest (2005), MTV Unplugged (2007), Skała (2009), Panienki z temperamentem (2010, avec Renata Przemyk), Kayah & Royal Quartet (2010, avec le Royal String Quartet), Transoriental Orchestra (2013) et Gdy pada śnieg (2016). Ses plus grands succès incluent des chansons telles que Fleciki, Na językach, Supermenka, Śpij kochanie, śpij, Prawy do lewego, Testosteron, Prócz ciebie, nic, Za późno i Po co. 
Trois de ses albums ont atteint le haut de la liste des albums les plus vendus en Pologne[réf. nécessaire]. Pour ces ventes d'albums et de singles, elle a reçu un disque de diamant, un double platine, quatre platine et sept risque d’or[réf. nécessaire].
Vainqueur du prix Rossignol d’Ambre, prix du public au Festival de la chanson des pays baltes à Karshlamn, ainsi que du Superjedynki d’or et de six Superjedynki au Festival national de la chanson polonaise à Opole. Elle est décorée de la croix de chevalier de l'Ordre de la Polonia[réf. nécessaire]. À plusieurs reprises, elle figurait sur la liste des "100 meilleures stars du show-business polonais" du magazine Forbes Polska, prenant la 21e place en 2013.
Outre les projets musicaux, elle a été animatrice, jurée (The Voice of Poland - saison 1)[réf. nécessaire] ou formatrice dans plusieurs programmes de divertissement télévisé[Lesquels ?] et a participé à de nombreuses campagnes publicitaires d'envergure[évasif]. Elle mène activement des activités caritatives et sociales, elle est devenue ambassadrice du Fonds mondial pour la nature (WWF)[réf. nécessaire].

## Discographie
- 1988: Kayah
- 1991: Kayah
- 1995: Kamień
- 1997: Zebra
- 1999: Kayah i Bregović
- 2000: JakaJaKayah
- 2003: Stereo typ
- 2005: The Best & The Rest
- 2007: MTV Unplugged
- 2009: Skała
- 2010: Kayah & Royal Quartet
- 2010: Panienki z temperamentem
- 2013: Transoriental Orchestra
- 2016: Gdy pada śnieg

## Télévision
- The Voice - membre du jury

## Récompenses et distinctions
- Prix Fryderyk
  - 8 récompenses (notamment Chanteuse de l'année en 1995, 1997 et 1999), 37 nominations
- Paszport Polityki
  - 1997: Lauréate en catégorie Scène